# Diocesi di Surat Thani
La diocesi di Surat Thani (in latino Dioecesis Suratthanensis) è una sede della Chiesa cattolica in Thailandia suffraganea dell'arcidiocesi di Bangkok. Nel 2022 contava 7.988 battezzati su 10.045.438 abitanti. È retta dal vescovo Paul Trairong Multree.

## Territorio
La diocesi comprende la provincia thailandese di Prachuap Khiri Khan e tutte le province a sud di questa.
Sede vescovile è la città di Surat Thani, dove si trova la cattedrale di San Raffaele.
Il territorio è suddiviso in 40 parrocchie.

## Storia
La diocesi è stata eretta il 26 giugno 1969 con la bolla Qui Regno Christi di papa Paolo VI, ricavandone il territorio dalla diocesi di Ratburi (oggi diocesi di Ratchaburi).

## Cronotassi dei vescovi
Si omettono i periodi di sede vacante non superiori ai 2 anni o non storicamente accertati.
- Pietro Luigi Carretto, S.D.B. † (26 giugno 1969 - 21 giugno 1988 ritirato)
- Michael Praphon Chaicharoen, S.D.B. † (21 giugno 1988 - 20 maggio 2003 deceduto)
- Joseph Prathan Sridarunsil, S.D.B. (9 ottobre 2004 - 8 luglio 2024 ritirato)
- Paul Trairong Multree, dall'8 luglio 2024

## Statistiche
La diocesi nel 2022 su una popolazione di 10.045.438 persone contava 7.988 battezzati, corrispondenti allo 0,1% del totale.
| anno | popolazione | popolazione | popolazione | presbiteri | presbiteri | presbiteri | presbiteri                | diaconi | religiosi | religiosi | parrocchie |
| anno | battezzati  | totale      | %           | numero     | secolari   | regolari   | battezzati per presbitero | diaconi | uomini    | donne     | parrocchie |
| ---- | ----------- | ----------- | ----------- | ---------- | ---------- | ---------- | ------------------------- | ------- | --------- | --------- | ---------- |
| 1970 | 3.820       | 3.270.989   | 0,1         | 24         |            | 24         | 159                       |         | 28        | 31        |            |
| 1980 | 5.007       | 5.943.000   | 0,1         | 31         |            | 31         | 161                       |         | 35        | 66        | 13         |
| 1990 | 5.908       | 7.061.000   | 0,1         | 33         | 1          | 32         | 179                       |         | 37        | 101       | 29         |
| 1999 | 6.586       | 8.540.114   | 0,1         | 31         | 5          | 26         | 212                       |         | 61        | 74        | 36         |
| 2000 | 6.586       | 8.540.114   | 0,1         | 31         | 5          | 26         | 212                       |         | 61        | 74        | 36         |
| 2001 | 6.682       | 8.629.828   | 0,1         | 40         | 6          | 34         | 167                       |         | 70        | 95        | 37         |
| 2002 | 6.500       | 8.167.224   | 0,1         | 39         | 6          | 33         | 166                       |         | 49        | 105       | 19         |
| 2003 | 6.178       | 8.904.385   | 0,1         | 40         | 8          | 32         | 154                       |         | 40        | 103       | 39         |
| 2004 | 6.682       | 9.015.380   | 0,1         | 43         | 9          | 34         | 155                       |         | 44        | 99        | 39         |
| 2010 | 7.466       | 9.245.923   | 0,1         | 45         | 10         | 35         | 165                       |         | 41        | 116       | 40         |
| 2014 | 7.780       | 9.717.595   | 0,1         | 47         | 13         | 34         | 165                       |         | 66        | 111       | 39         |
| 2017 | 7.359       | 9.880.696   | 0,1         | 45         | 13         | 32         | 163                       |         | 56        | 116       | 40         |
| 2020 | 8.191       | 10.593.352  | 0,1         | 48         | 16         | 32         | 170                       |         | 56        | 109       | 41         |
| 2022 | 7.988       | 10.045.438  | 0,1         | 48         | 16         | 32         | 166                       |         | 56        | 109       | 41         |